# Dicranomyia (Dicranomyia) signata
Dicranomyia (Dicranomyia) signata is een tweevleugelige uit de familie steltmuggen (Limoniidae). De soort komt voor in het Oriëntaals gebied.